# Wolfersdorf (Bernhardswald)
Wolfersdorf ist ein Gemeindeteil der Gemeinde Bernhardswald im Landkreis Regensburg in Bayern.

## Geografische Lage
Das Dorf Wolfersdorf liegt im nördlichen Landkreis Regensburg, ca. 22 km vom Stadtzentrum von Regensburg und 7 km vom Ortskern von Bernhardswald entfernt.

## Geschichte
Wolfersdorf leitet sich nach Ansicht des Namenskundlers Ernst Schwarz vom Namen des Ritters Waltfrid ab und hieß einmal Waltfridesdorf. Es wird aber auch von einem Wolfhartesdorf berichtet. Da nicht einwandfrei belegt ist, welcher dieser Orte der Ursprung des heutigen Wolfersdorf ist, gibt es auch zwei mögliche erste urkundliche Nennungen, 1137 und 1143. 1621 gab es acht Bauern in Wolfersdorf. 1632 wurde Wolfersdorf während des Dreißigjährigen Krieges geplündert.
Die Bayerische Uraufnahme nannte Wolfersdorf in den 1810er Jahren als einen Ort mit 15 Herdstellen, vier Weihern, vier Brunnen und der Wegkapelle am östlichen Ortsausgang. 1840 wurde im Grundsteuerkataster der Steuergemeinde beschrieben, dass Wolfersdorf aus dem Gut des Grafen Drechsel, 14 Grundbesitzern mit Haus und einem Wirt „auf der Mauth“ bestand. Insgesamt lebten zu dieser Zeit 21 Familien mit 92 Menschen in Wolfersdorf. Das ehemalige Gut des Grafen Drechsel ist aktuell das Gestüt Gut Wolfersdorf. Gegenwärtig haben 71 Personen ihren Erstwohnsitz in Wolfersdorf (Stand: 31. Mai 2020).
Siehe auch: Liste der Baudenkmäler in Wolfersdorf

## Sport
- Reitverein Gut Wolfersdorf e.V.[7]